# Macho Man
| Оценки критиков | Оценки критиков |
| Источник        | Оценка          |
| --------------- | --------------- |
| AllMusic        | Без рейтинга    |

«Macho Man» (Ма́чо Мэн) — песня американской группы Village People с одноимённого альбома (Macho Man).

## История создания
Рэнди Джонс, «ковбой» из группы Village People, вспоминал:

В понедельник после Дня благодарения (1977) мы подписали контракты, и во вторник мы были в студии и записывали «Macho Man» с рукописным текстом Виктора Уиллиса, который он написал утром, с яичными пятнами и кругами от кофейной чашки на ней. Всё происходило вот так быстро.

## Популярность
Дебютный альбом группы, который так и назывался, Village People, в США достиг 54 места в чарте Billboard 200 и 36 места в жанровом чарте ритм-н-блюзовых альбомов.
Последовавший за ним второй альбом Macho Man вышел в феврале 1978 года. Он попал в чарты в марте, а летом, 24 июня, достиг «Горячей сотни» и сингл с заглавной песней («Macho Man») с него.
Постепенно песня «Macho Man» раскручивалась на радио, поднимаясь всё выше и выше в чартах.
В итоге она стала «чем-то вроде феномена», достигнув своего пикового 25 места в Billboard Hot 100 на неделе, заканчивающейся 2 сентября.
Хотя группе ранее уже удавалось попасть в британский сингловый чарт, — с песней «San Francisco (You’ve Got Me») с дебютного альбома Village People, — именно «Macho Man» стала их первым хитом в США. Песня также звучала в 1997 году, в фильме «Вход и выход», Фрэнка Оза.

## Музыкальный стиль и текст
Согласно книге «Turn the Beat Around: Секретная история диско», песня «Macho Man» — насмешливая ода мускулистым мужчинам которых чаще приписывали к людям нетрадиционной сексуальной ориентации. Это дало толчок к другим музыкальным произведениям на диско сцене связанной с ЛГБТ..
После успеха этой песни нарочитая гипермужественность быстро стала визитной карточкой группы, неотъемлемой частью её имиджа. Её проявления можно видеть в таких песнях, как «Go West», «In the Navy», «Y.M.C.A.».

## Чарты
| Чарт (1978)                        | Наив. поз. |
| ---------------------------------- | ---------- |
| Австралия (Kent Music Report)      | 3          |
| Канада (RPM Top Singles)           | 16         |
| Новая Зеландия (Recorded Music NZ) | 7          |
| США (Billboard Hot 100)            | 25         |
| США (Billboard Disco Singles)      | 14         |

| Чарт (1978)                      | Поз. |
| -------------------------------- | ---- |
| Австралия                        | 6    |
| Канада                           | 153  |
| Новая Зеландия                   | 40   |
| США (Pop Annual Джоэла Уитберна) | 166  |